# 埃爾明·澤卡
埃爾明·澤卡（1988年2月18日—）是一位波斯尼亞和黑塞哥維那足球運動員。在場上的位置是前鋒或邊鋒。他現在效力於土耳其足球超級聯賽球隊巴里克西體育俱樂部。他也代表波黑國家足球隊參賽。